# Józef Gruja
Józef Gruja (ur. 7 kwietnia 1894, zm. ?) – polski dyplomata i urzędnik konsularny.

## Życiorys
W polskiej służbie zagranicznej od 1924, m.in. pełniąc funkcje pracownika konsularnego/sekr. kons. w Angorze (1924–1933); sekr./asesora/podreferendarza w MSZ (1933–1934); sekr. kons./wicekonsula w Kurytybie (1934–1936), podref. w Dyrekcji Konsularnej MSZ (1936), urzędnika w Rydze (1937–1938), urzędnika w Dyrekcji Politycznej MSZ (1938–1939). 
W latach 1939–1941 służył w armii polskiej we Francji i Wlk. Brytanii w stopniu kapitana. W 1941 powrócił do służby zagranicznej – zajmując funkcję II sekretarza w Moskwie, jednocześnie delegata Delegatury Ambasady RP w Archangielsku (1941–1942), następnie aresztowany przez NKWD, zwolniony i wydalony z ZSRR (1942). MSZ skierowało go jako wicekonsula do Karachi (1942–1943), wicekonsula w Nairobi (1943–1945), polskiego doradcy konsularnego do Wschodnioafrykańskiej Administracji ds. Uchodźców (East Africa Refugee Administration) w Nairobi (1945–1946). Pełnił służbę wojskową w Egipcie, Wlk. Brytanii i Polskim Korpusie Przysposobienia i Rozmieszczenia (1947–1950).